# Отоги-дзоси
Отоги-дзоси (яп. 御伽草子 Отоги дзо:си, «занимательные рассказы») — жанр японской литературы периода Муромати (1333—1576), представленный более, чем тремястами рассказами и легендами, некоторые из которых объединены в сюжетно-тематические циклы. Возник и развился вследствие роста японских феодальных городов и городского сословия, желавшего иметь собственную литературу и имевшего специфические культурные вкусы.
Авторы отоги-дзоси анонимны, произведения вдохновлены синкретической смесью из самурайского эпоса, легенд и буддийских занимательных рассказов, действие многих из которых разворачивается в столице Японии того времени — старом Киото.
«Занимательные рассказы» XIV—XVI веков по сей день популярны в Японии и являются важной частью её культурного и литературного наследия.